# منتخب بولينزيا الفرنسية لكرة اليد للسيدات
منتخب بولينزيا الفرنسية لكرة اليد للسيدات هو ممثل بولينزيا الفرنسية الرسمي في المنافسات الدولية في كرة اليد للسيدات
.